# Carlos Alberto Brilhante Ustra
Carlos Alberto Brilhante Ustra (Santa Maria, 28 de julio de 1932-Brasilia, 15 de octubre de 2015) fue un oficial de ejército brasileño que se desempeñó como coronel en el Ejército Brasileño, y fue exjefe del DOI-CODI del II Ejército (de 1970 a 1974), uno de los órganos actuantes en la represión política durante el periodo de la dictadura militar en Brasil (1964-1985). También era conocido por el nombre en clave de Dr. Tibiriçá.
En 2008, Ustra fue el primer militar condenado por la Justicia Brasileña por la práctica de tortura durante la dictadura. Aunque jubilado, continuó políticamente activo en los clubes militares, en la defensa de la dictadura militar y en las críticas anticomunistas.
Escribió dos libros de memorias: Rompiendo el Silencio (1987) y La Verdad Sofocada (2006).

## Biografía

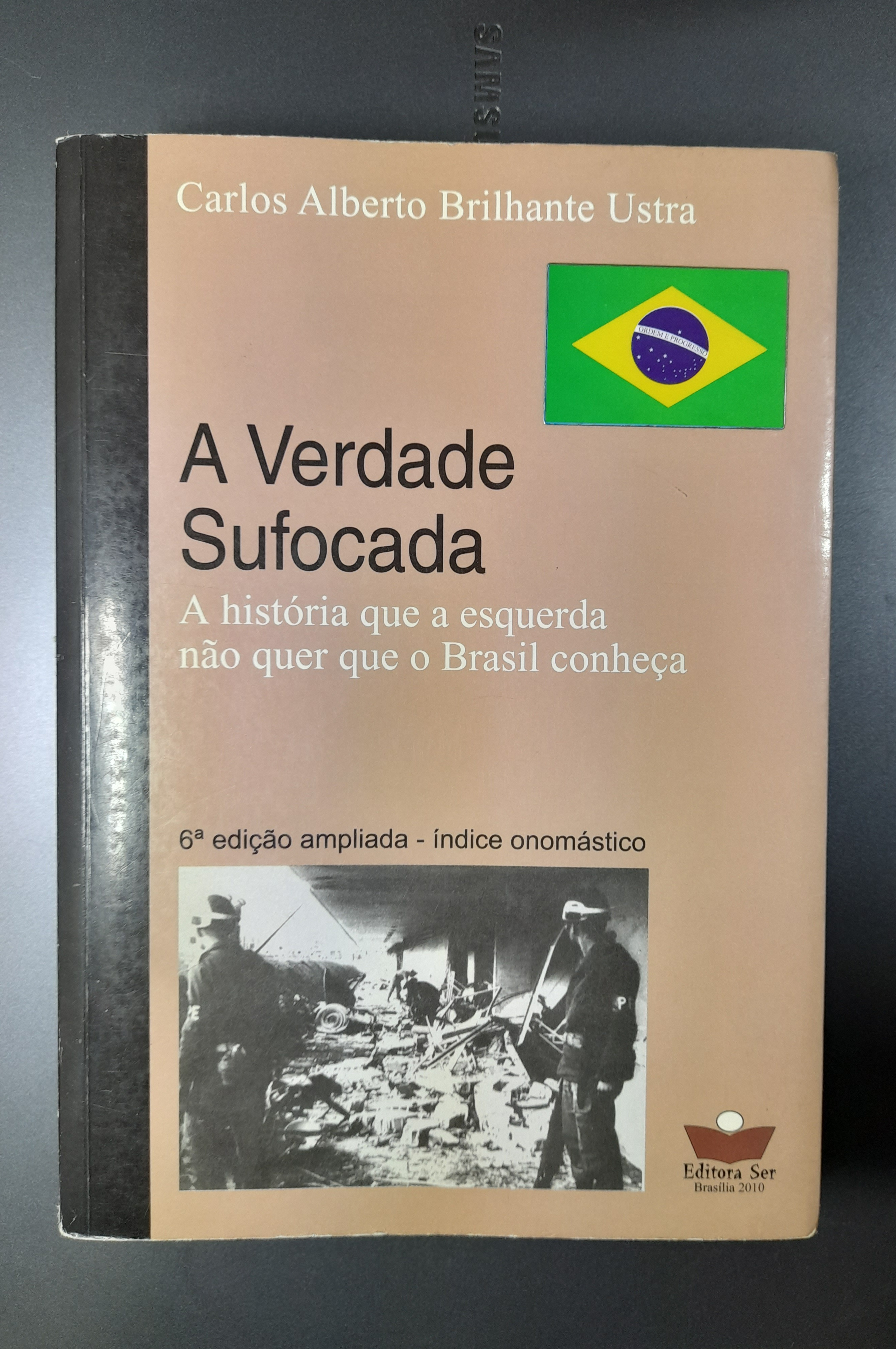
Livro

De septiembre de 1970 a enero de 1974, Ustra comandó el DOI-CODI del II Ejército (São Paulo), órgano encargado de la represión a grupos de oposición a la dictadura militar y a los grupos de izquierda que actuaban en la región. En el mismo periodo, la Comisión de Justicia y Paz de la Arquidiócesis de San Pablo reunió 502 denuncias de tortura en el DOI-CODI paulista.
Thomas Skidmore describe en su libro Brasil: de Castello a Tancredo que, en 1986, la entonces diputada Bete Mendes reconoció en Ustra, agregado militar en Uruguay durante el gobierno José Sarney, el hombre que la torturó en 1970. La diputada envió una carta al entonces presidente Sarney, solicitando que él fuera exonerado del cargo y pronunció un discurso sobre el asunto en el Congreso Nacional. Sin embargo, el general Leônidas Pires Gonçalves, Ministro del Ejército a la época, mantuvo Ustra en el puesto y también avisó que no dimitiría ningún otro militar por acusaciones de tortura. Eso hizo de Ustra un protagonista de la primera crisis militar del gobierno Sarney.
En respuesta a Bete Mendes, en 1987, el coronel lanzó el libro Rompiendo el silencio, en el que narra su pasaje por el DOI/CODI, en el periodo de 1970 a 1974, además de la Operación Bandeirante (OBAN). En 2006, lanzó el libro La Verdad Sofocada, en que cuenta su versión de los hechos que vivió durante la dictadura. El libro posee diez ediciones publicadas y la suma de las tiradas ultrapasaron veinte mil ejemplares.
Falleció el 15 de octubre de 2015 a los 83 años de edad en un hospital de Brasilia, a causa de una neumonía y de fallos múltiples de órganos. Él estaba ingresado para el tratamiento de un cáncer.

## Condena
En 2008, por decisión en primer ejemplar del juez Gustavo Santini Teodoro, de la 23.ª Vara Cível de São Paulo, el coronel Ustra fue el primero oficial condenado en acción declaratória por secuestro y tortura, más de treinta años tras los hechos ocurridos durante la dictadura militar (1964-1985).
Publicada en 9 de octubre de 2008, la sentencia es el juicio, en primera instancia al requerimiento de dos exguerrilleros y sus hijos Janaína de Almeida Teles, Edson Luis de Almeida Teles, César Augusto Teles, Maria Amélia de Almeida Teles y una quinta persona, Criméia Alice Schmidt de Almeida, que acusaron Ustra, agente de órganos de seguridad los años 1970, de secuestro y tortura en 1972 y 1973, requiriendo a la Justicia que, a través de una acción declaratória, él fuera reconocido como torturador.
En la sentencia, quedó reconocido que el militar, en la calidad de jefe de operaciones del DOI-CODI de São Paulo, debería saber que en aquel lugar eran hechas sesiones de interrogatorio. Basado en testimonio de Persio Arida al final, juzgó:

Ante o exposto, JULGO PROCEDENTE o pedido formulado pelos autores César Augusto Teles, Maria Amélia de Almeida Teles e Criméia Alice Schmidt de Almeida.... JULGO IMPROCEDENTE o pedido formulado pelos autores Janaína de Almeida Teles e Edson Luis de Almeida Teles...

El abogado del coronel Ustra, Paulo Alves de Souza, continuó afirmando que los exguerrilleros, autores de la acción, mentían y anunció que recurriría de la decisión. En agosto de 2012, el TJSP rechazó el recurso de Ustra, confirmando la sentencia anterior que lo hube declarado torturador.
En junio de 2012, Ustra también fuera condenado la indenizar por daños morales la esposa y la hermana del periodista Luiz Eduardo de la Roca Merlino, muerto en 1971. Merlino fue prendido el día 15 de julio de aquel año, en Santos, y muerto cuatro días después. La versión oficial de su muerte, suministrada por los agentes del antiguo Departamento de Orden Política y Social (DOPS), fue a de que él se suicidó mientras era transportado para el Río Grande del Sur.
La OAB, en el uso de sus atribuciones constitucionales, a través del Consejo Federal de la Orden de los Abogados de Brasil, ingresó, en agosto de 2008, en el Supremo Tribunal Federal (STF), con una acción en que solicita a aquella Corte para decidir si la Ley de la amnistía incluye o no crímenes practicados por militares y policías. La OAB considera que la ley de 1979 no redime milites envueltos en crímenes, pues los tratados internacionales, de los cuales Brasil es signatario, dicen que crímenes contra la humanidad perpetrados por agentes de la Administración Estatal no prescriben. Así, sólo acciones practicadas por militantes sin conexiones con el aparato estatal estarían beneficiados por la amnistía.
La OAB pretende abrir la posibilidad de Brasil revisar las acciones practicadas por agentes del Estado, una vez que estos poseían en mano todo el aparato estatal para tales acciones, mientras los que discordaban de la ideología del gobierno militar eran privados de sus libertades.

## Comisión de la Verdad
En mayo de 2013, Ustra compareció a la sesión de la Comisión de la Verdad, la primera abierta al público en general y transmitida por la televisión. De posesión de un habeas-corpus que le permitía quedar en silencio, aun así él respondió a algunas preguntas, negando que hubiera cometido cualquier crimen durante su periodo en el mando del DOI-CODI paulista y que recibió órdenes de sus superiores en el Ejército para hacer lo que fue hecho, alegando en su defensa que "combatía el terrorismo". Ustra también negó que cualquier persona hubiera sido muerta dentro del DOI-CODI, afirmando que todos los muertos lo "fueron en combate en las calles". Acusó a presidente Dilma Roussef de participar de cuatro organizaciones terroristas pero, cuando cuestionado sobre la existencia de los llamados instrumentos de tortura "palo-de-guacamayo" y "silla del dragón" en las dependencias del órgano, ejerció su derecho de mantenerse en silencio.
Aun cuando confrontado con un documento exhibido por un miembro de la comisión, Claudio Fonteles, un documento del propio ejército, listando la muerte de por lo menos 50 personas dentro del DOI-CODI en el periodo en que fue comandado por Ustra, el militar afirmó que el documento no probaba que esas muertes tenían realmente acontecido en las dependencias del órgano. Invitado a una acareaon el actual concejal paulista Gilberto Natalini, que se encontraba en la platea y ya había dado su testimonio sobre las torturas que le fueron infligidas personalmente por Ustra en aquella época, el militar se rechazó gritando que "no hacía acareação con ex-terrorista", lo que provocó la reacción del concejal a los gritos diciendo que era "un brasileño de bien. El señor es que es terrorista. Yo fui torturado por el coronel Ustra!", llevando al cierre de la sesión.
El día 17 de abril de 2016, durante la votación por el proseguimiento del proceso de destitución de Dilma Rousseff, Ustra fue elogiado por el entonces diputado Jair Bolsonaro durante el discurso de su voto, lo que causó indignación y protestas en Brasil y en el resto del mundo, pero también publicidad y aumento en las ventas del libro de UstraLa Verdad Sofocada.